# Manasa, Madhya Pradesh
Manasa là một thị trấn thuộc quận Neemuch thuộc bang Madhya Pradesh, Ấn Độ. Thị trấn nằm dưới thời vương quốc Holker trước khi Ấn Độ độc lập.

## Địa lý
Manasa có vị trí 24°29′B 75°09′Đ / 24,48°B 75,15°Đ Nó có độ cao trung bình là 439 mét (1440 feet).

## Nhân khẩu
Theo điều tra dân số năm 2001 của Ấn Độ, Manasa có dân số 22.622 người. Phái nam chiếm 51% tổng số dân và phái nữ chiếm 49%. Manasa có tỷ lệ 68% biết đọc biết viết, cao hơn tỷ lệ trung bình toàn quốc là 59,5%: tỷ lệ cho phái nam là 77%, và tỷ lệ cho phái nữ là 58%. Tại Manasa, 14% dân số nhỏ hơn 6 tuổi.

## Địa điểm linh thiêng
Nhiều đền thờ và nhà thờ Hồi giáo rải rác khắp Manasa.

### Đền thờ
Thị trấn nổi tiếng với số lượng các ngôi đền bao gồm của lãnh chúa Badrivishal và Dwarkadhish. Nhiều ngôi đền đã được xây dựng ở Manasa trong chế độ của Ahilya Devi Holker. Một vài trong số chúng là:

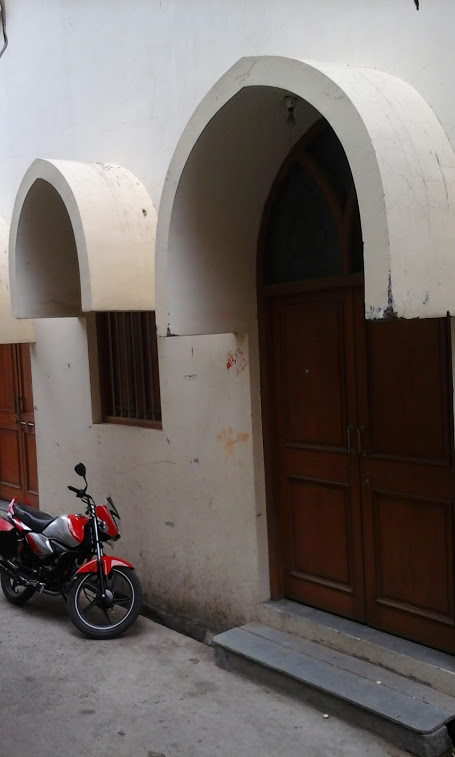
Nhìn ngoài Bohra Mosque ở Manasa, MP

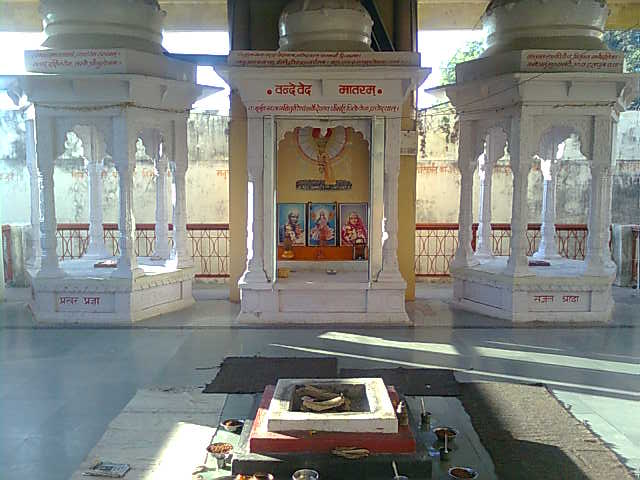
Gayatri Shakti Peeth, Gayatri Nagar:- Photos by bhuvnesh sharma

| Tên đền thờ               | Địa chỉ tại Manasa       | Hình ảnh |
| ------------------------- | ------------------------ | -------- |
| Shri Badrivishal Mandir   | Ghandhi Chock            |          |
| Jabreshwar Mahadev Mandir | Bada Baghela             |          |
| Dwarikadish Mandir        | Ghandhi Chock            |          |
| Sai Mandir                | Police Colony            |          |
| Murli Mandir              | Bada Bagela              |          |
| Hanuman Mandir            | Rani Laxmi Bai Marg      |          |
| Shri Ram Mandir           | Usha Ganj Colony (South) |          |
| Shiv Mandir               | Dwarikapuri              |          |
| Shri Charbhuja Temple     | Kapda Bazar              |          |
| Shri Manshapurn Mahadev   | Sadar Bazar              |          |

### Nhà thờ Hồi giáo
Thị trấn có 2 nhà thờ Hồi giáo chính: 
- Bohra Mazid
- Muslim mosque